# Abéou
Ne doit pas être confondu avec Béoux.
L'Abéou est un cours d'eau de la région Provence-Alpes-Côte d'Azur, des deux départements Bouches-du-Rhône et Var, et un affluent gauche de la Durance donc un sous-affluent du Rhône.

## Géographie
De 22,2 km de longueur, l'Abéou prend source sur la commune de La Verdière, à 383 m d'altitude et s'appelle d'abord le ruisseau des Pleuraires..
Il coule globalement de l'est vers l'ouest, et s'appelle aussi le Grand Vallat, puis le Vallat du Moulin.
Il passe sous le canal EDF ou canal usinier de la Durance, puis conflue en rive gauche de la Durance, sur la commune de Saint-Paul-lès-Durance, 237 m d'altitude.

### Communes et cantons traversés
Dans les deux départements des Bouches-du-Rhône et du Var, l'Abéou traverse cinq communes, de l'amont vers l'aval, de La Verdière, Esparron, Ginasservis, Rians, Saint-Paul-lès-Durance (confluence).
Soit en termes de cantons, l'Abéou prend source dans le canton de Rians, traverse le canton de Barjols, conflue dans le canton de Peyrolles-en-Provence, le tout dans les arrondissements de Brignoles et d'Aix-en-Provence.

### Bassin versant
L'Abéou traverse une seule zone hydrographique « La Durance du Verdon à l'Abéou » (X300) de 11 917 km2 de superficie. Ce bassin versant est constitué à 80,75 % de « forêts et milieux semi-naturels », à 17,39 % de « territoires agricoles », à 1,28 % de « territoires artificialisés », à 0,57 % de « surfaces en eau », à 0,01 % de « zones humides ». 

## Affluents
L'Abéou a quatre affluents référencés :
- La Vabre ou vallon de la Maline (rd[note 1]), 9,3 km sur les trois communes de Saint-Julien (source), La Verdière, Ginasservis (confluence).
- le ruisseau de Castillon (rg), 4,9 km sur la seule commune de Rians, avec un affluent :
  - le Vallat de Carm ou Vallat du Carmé ou Ruisseau de la Plaine, 8 km sur les trois communes de Esparron (source), Artigues, Rians (confluence).
- le Vallat de Saint-Paul ou Vallon de Simiane (rg), 4,7 km sur la seule commune de Rians.
- le Vallon de Monseigneur Claude (rg), 1,6 km sur les deux communes de Rians (source) et Saint-Paul-lès-Durance (confluence).

### Rang de Strahler
Le rang de Strahler est donc de trois.